# Apapacho, une caresse pour l'âme
Pour plus de détails, voir Fiche technique et Distribution.
Apapacho, une caresse pour l'âme est un drame psychologique québéco-mexicain réalisé par Marquise Lepage, sorti en 2019 et mettant en vedette Laurence Leboeuf et Fanny Mallette.

## Synopsis
Après le suicide de leur sœur Liliane, Karine la cadette et Estelle l'aînée décident de continuer la tradition des voyages de sœurs. Elles se rendent dans une petite municipalité du Mexique où elles assistent aux préparations et traditions entourant le Jour des morts, une célébration pour honorer la mémoire de leurs proches décédés. Rosa, une amie de Karine, et Jorge, leur hôte, les initient aux rites de cette fête qui aidera les deux sœurs à faire leur propre deuil.

## Fiche technique
Sources : IMDb et Films du Québec
- Titre original : Apapacho, une caresse pour l'âme
- Réalisation et scénario : Marquise Lepage
- Musique : Orquesta Pasatono (es), Rubén Luengas, Charles Papasoff
- Direction artistique : Gloria Carrasco
- Costumes : Aline Bejarano, Mélanie McNicoll
- Maquillage : Connie Calderón, Jeanne Lafond, Odile Ferlatte, Marie-Josée Galibert
- Maquillage des squelettes : César Jarquín
- Coiffure : Teresa Chávez, Chantal Bergeron
- Photographie : Nathalie Moliavko-Visotzky
- Son : Liliana Sanchez Villaseñor, Martyne Morin, Benoît Dame, Roger Guérin
- Montage : Dominique Champagne
- Production : Marquise Lepage, Gloria Carrasco
- Sociétés de production : Les Productions du Cerf-Volant, Producciones Cornamusa
- Société de distribution : Axia Films
- Budget : 1,5-2 millions $ CA
- Pays de production :  Canada
- Tournage : octobre et novembre 2018 à Montréal, Lennoxville et à San Juan Bautista Cuicatlán au Mexique (Réserve de biosphère Tehuacán-Cuicatlán)
- Langue originale : français, espagnol
- Format : couleur
- Genre : drame psychologique
- Durée : 90 minutes
- Dates de sortie :
  - Canada :
    - 13 septembre 2019 (première au Festival de cinéma de la ville de Québec)
    - 18 octobre 2019 (sortie en salle au Québec)
    - 3 avril 2020 (VSD)

  - France : 3 avril 2020 (VSD)
- Classification :
  - Québec : Visa général[2]

## Distribution
- Laurence Leboeuf : Karine Gagnon-Lachance
- Fanny Mallette : Estelle Gagnon-Lachance
- Sofía Espinosa : Rosa
- Arturo Ríos (es) : Jorge Morales
- Eugénie Beaudry : Liliane Gagnon-Lachance
- Myriam LeBlanc : la mère
- Gabriel Sabourin : le père
- María del Carmen Félix (en) : Gloria, la mère de Santiago
- Báltimore Beltrán : Esteban